# Giuliano Amato
Giuliano Amato (n. 13 mai 1938, Torino, Italia) este un politician italian. S-a născut la Torino. A fost de două ori prim-ministrul Italei, prima oară între 1992 și 1993 și a doua oară între 2000 și 2001. A fost o perioadă vicepreședintele Convenției pentru Viitorul Europei. Este numit și dottor Sottile. A fost Ministrul Afacerilor Interne în perioada 2006 - 2008.